# Iodheptafluorid
Iodheptafluorid, auch bekannt als Iod(VII)-fluorid, ist eine chemische Verbindung aus den Elementen Iod und Fluor im Verhältnis 1:7. Es gehört zu den Interhalogenverbindungen.

## Darstellung
Iodheptafluorid kann aus den Elementen in zwei Schritten hergestellt werden. Zunächst verbrennt man Iod in Fluor zu Iodpentafluorid. Nach Erhöhung der Temperatur auf 300 °C und weiterer Fluorzufuhr kann das Reaktionsprodukt aufgefangen werden.

## Eigenschaften

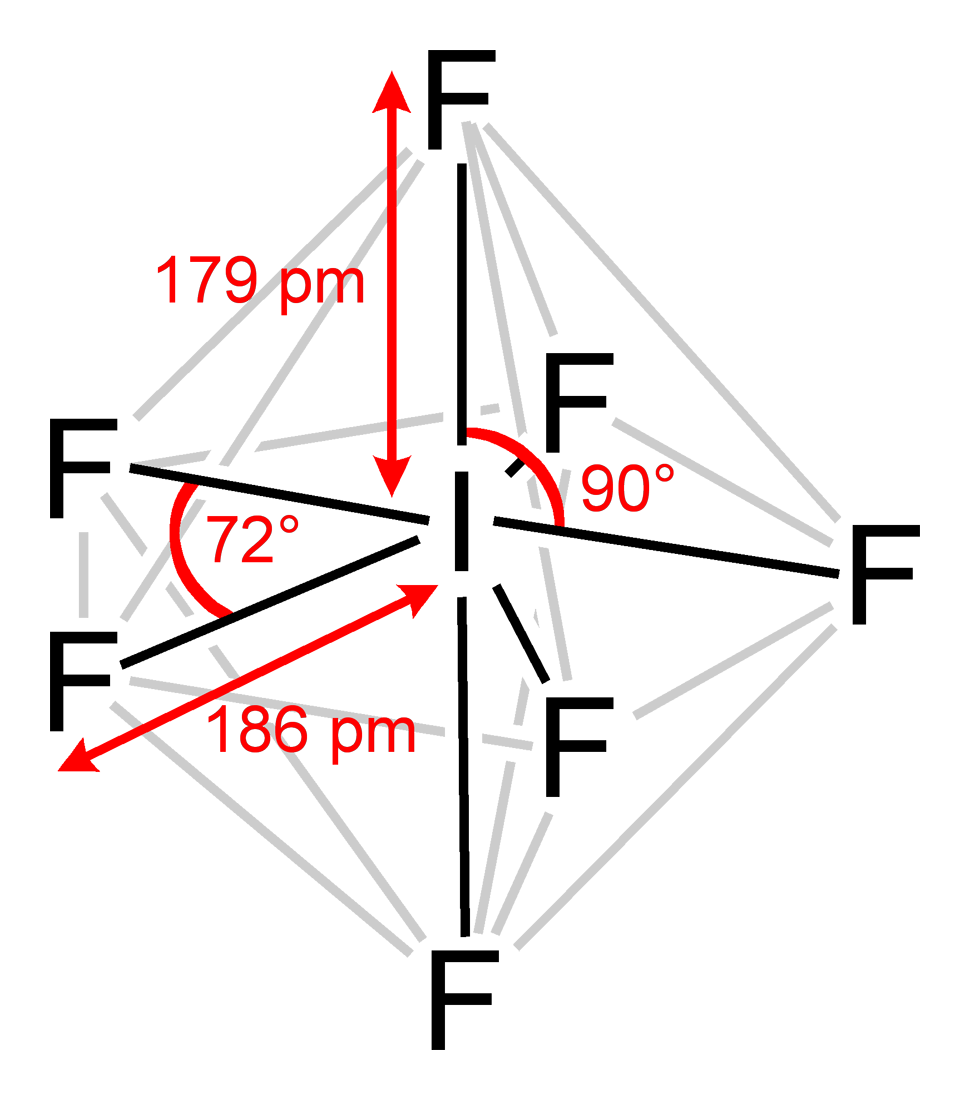
Die bipyramidiale Struktur des Iodheptafluorids.
Die Bindungslängen sowie -winkel sind gekennzeichnet.

Iodheptafluorid ist ein stark fluorierendes Reagenz, das sogar mit Glas und Wasser reagiert und die Haut und die Schleimhäute reizt. Als Feststoff bildet es farblose Kristalle, die bei 4,8 °C sublimieren. Iodheptafluoridmoleküle haben eine pentagonal bipyramidiale Struktur, wie sie vom VSEPR-Modell vorhergesagt wird. Die Temperatur am Tripelpunkt beträgt 6,5 °C.